# 防災庁構想
本項では、日本の内閣に設置が構想されている防災庁（ぼうさいちょう）、或いは防災省（ぼうさいしょう）についてを記載する。2024年（令和6年）11月に内閣官房に設置された防災庁設置準備室をもとに、専任大臣や災害対応専門人材から構成される「防災庁」の創設によって、平時からの防災体制強化と発災後の迅速対応の充実が期待されている。

## 経緯
2010年代に入り、東日本大震災、御嶽山噴火、熊本地震などの大規模災害が立て続けに発生した。熊本地震の発生後に自民党は「東日本大震災発生時の政府の初動対応を検証するチーム」の初会合を開き、報告書には「防災庁（ぼうさいちょう）」の検討も盛り込んだ。
2024年9月の自民党総裁選挙では防災庁の新設を掲げていた石破茂が総裁となり、10月1日には内閣総理大臣に選任された。同日発足した第1次石破内閣では内閣府特命担当大臣（経済財政政策担当）の赤沢亮正に防災庁設置準備担当を兼務させることとした。同年11月1日には内閣に「防災庁設置準備室」が発足した。

## 関連紛争や諸問題

### 評価・見解
- 首相の石破茂は熊本地震の直後から防災省の設置を提唱している[5]。かつての国土庁防災局を継承している内閣府の防災担当部局が各省庁からの出向者で多く構成されていたことや当時の河野太郎国務大臣が防災担当大臣のほか、国家公安委員長、行革担当大臣、消費者担当大臣などを兼務していたことを挙げ[6]、「在任の長い専任の国務大臣を置き、職員にもあらゆる事態に備えた人材を集めるべき」との考えを示していた[5]。
- 自民党の小林鷹之は記者団に対し、「司令塔機能を強化する、防災の治験を深め蓄積して共有するという問題意識は共有する」とした一方で「防災省という組織の話になると、屋上屋を架すことになるのではないか」との考えを示していた[7]。